# مایکل دورل
مایکل دورل (انگلیسی: Michael Durrell؛ زادهٔ ۶ اکتبر ۱۹۴۳) هنرپیشه اهل ایالات متحده آمریکا است.
از فیلم‌ها یا برنامه‌های تلویزیونی که وی در آن نقش داشته‌است، می‌توان به بورلی هیلز، ۹۰۲۱۰، راهبه بدلی و آخرین مرد بی‌گناه اشاره کرد.